# Aurelio Lomi

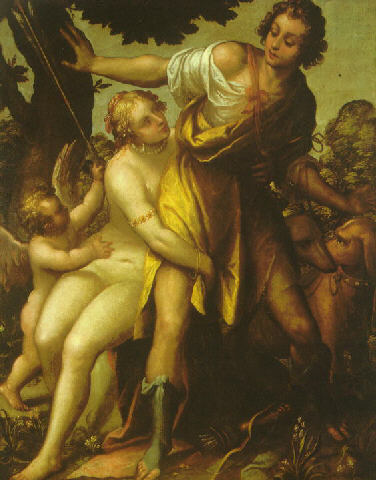
Venus y Adonis.

Aurelio Lomi (Pisa, 1556 - 1622), pintor italiano activo durante el manierismo tardío. En algunos documentos figura con el nombre de Aurelio di Giovanbattista Lomi Gentileschi o incluso como Aurelio Gentileschi. 

## Biografía
Natural de Pisa, recibió su primera formación como artista junto a su padre Giovanni Battista Lomi, orfebre florentino emigrado, para pasar después a ser pupilo de pintores más afamados como Agnolo Bronzino o Ludovico Cigoli. Ya como artista independiente, trabajó en Pisa, Florencia, Roma y Génova, ciudad esta última donde residió desde 1597 hasta 1604, y donde tuvo como alumno a Domenico Fiasella.
Alumno y medio hermano por parte de padre de Lomi fue Orazio Gentileschi, que tomó el apellido materno. Otros pupilos suyos fueron Orazio Riminaldi, Simone Balli, Pietro Gnocchi y Agostino Montanari.

## Obras destacadas
- Virgen con niño entre San José y San Esteban (1593, Santo Stefano dei Cavalieri, Pisa)
- San Jerónimo (1595, Catedral de Pisa)
- Virgen con ángeles (Palazzo Gambacorti, Pisa)
- Adoración de los Reyes Magos (San Frediano, Pisa)
- San Antonio de Padua (San Francesco di Castelleto, Génova)
- Nacimiento de la Virgen (San Siro, Génova)
- Resurrección de Cristo (Santa Maria, Carignano)
- Juicio Final (Santa Maria, Carignano)
- Presentación en el Templo (1611, San Michele in Borgo, Pisa)
- Frescos de la Cappella Pinelli (Santa Maria in Valicella, Roma)
  - Escenas de la Vida de la Virgen
  - Natividad de Cristo
  - Dormición de la Virgen
  - Coronación de la Virgen
  - Entierro y Ascensión de la Virgen
  - Rebeca y Eleazar
  - Jael y Sísara.